# جواهرات کاستافیوره
جواهرات کاستافیوره (به فرانسوی: Les Bijoux de la Castafiore) یا به انگلیسی زمرد کاستافیوره (The Castafiore Emerald) بیست و یکمین کتاب از مجموعهٔ کتابهای مصور ماجراهای تن‌تن و میلو است. این کتاب نخستین بار در سال ۱۹۶۳ میلادی توسط هرژه نوشته، طراحی و به چاپ رسید.

## چاپ اول
- در انگلیس: Casterman
- در ایران (ترجمه فارسی): یونیورسال

## تعداد صفحات
- در ایران: ۶۲ صفحه
- در بلژیک: ۶۲ صفحه
- در انگلیس: ۶۲ صفحه
- در آمریکا: ۶۲ صفحه
- در فرانسه: ۶۲ صفحه

## داستان

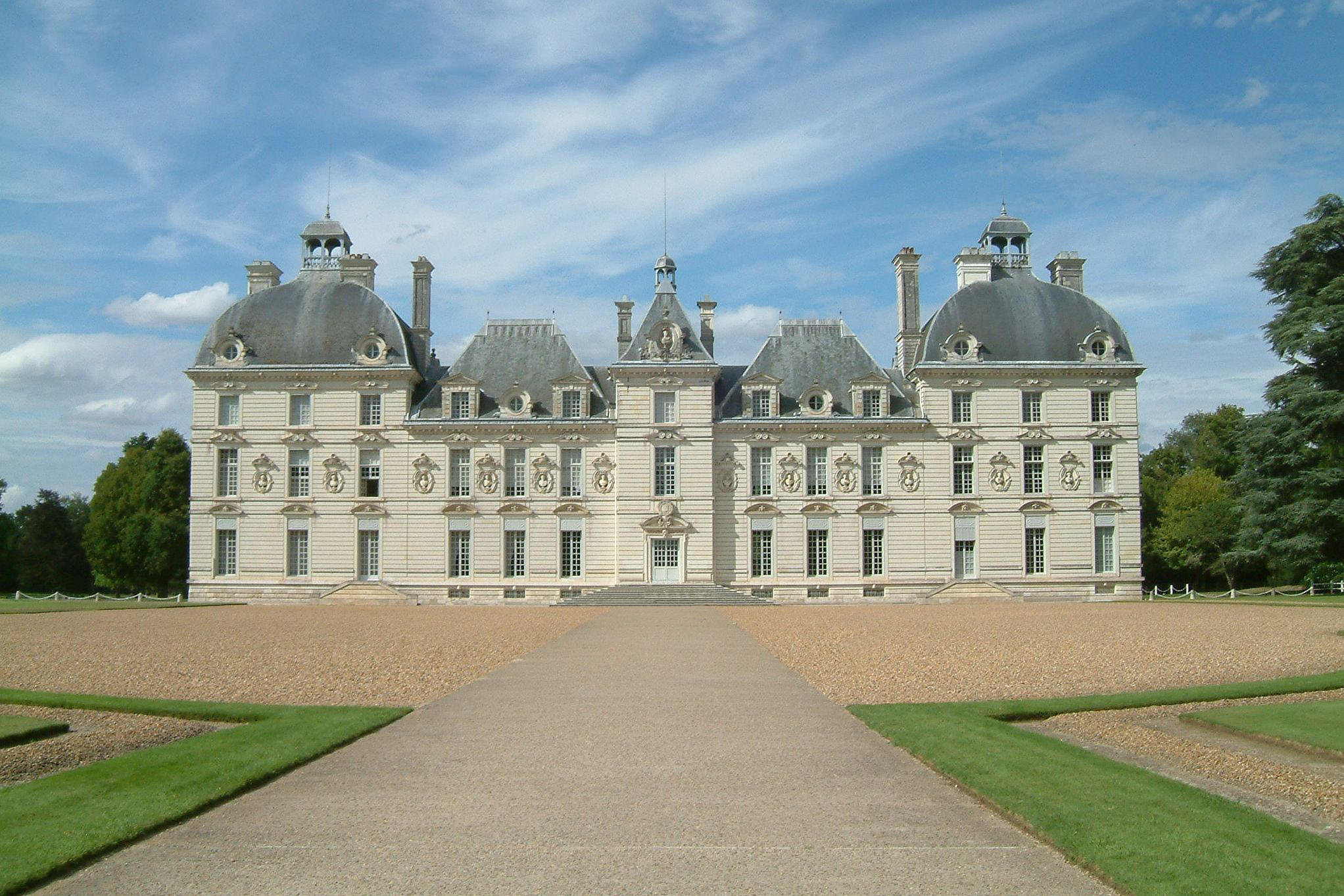
شاتو دو شوورنی، منبع الهام هرژه برای خلق کاخ مولینسار در جواهرات کاستافیوره

در حالی که پای کاپیتان هادوک بعد از افتادن از یک پله در مارلین اسپایک به شدت آسیب دیده، به شدت کفری شده، کاستافیوره به همراه دستیار و متصدی خود ایرما و آقای واگنر پیانیست خصوصی به مارلین اسپایک می‌آیند.
در این میان گروهی از کولی‌ها نیز به دعوت کاپیتان هادوک به نزدیکی قصر می‌آیند تا برای مدتی کوتاه در آنجا اسکان پیدا کنند. زمرد بزرگ و گرانقیمت کاستافیوره به سرقت می‌رود و افراد زیادی توسط دوپونت‌ها متهم می‌شوند تا اینکه سرانجام کولی‌ها و میمون دست آموزشان متهم شناخته شده و تحت تعقیب قرار می‌گیرند. سرانجام پس از مدتی تن‌تن موفق به کشف راز این سرقت می‌گردد. او زمرد دزدی شده را به همراه بسیاری از وسایل دیگر در لانه یک زاغ که در نزدیکی قصر لانه داشته، پیدا می‌نماید…
ماجرای زیبا، خانوادگی و پلیسی جواهرات کاستافیوره در سال ۱۹۶۳ چاپ گردید.